# Martin Mareš
Martin Mares (Blansko, 23 januari 1982) is een Tsjechisch voormalig wegwielrenner die in 2002 zijn debuut maakte. In 2005 werd hij derde in de UCI Asia Tour.

## Overwinningen
2002
- Kladruby

2004
- 2e en 3e etappe Lidice
- Tsjechisch kampioen op de weg, Beloften
- Jevicko
- 8e etappe Ronde van de Toekomst
- Jongerenklassement Ronde van Slowakije

2005
- Eindklassement Ronde van het Qinghaimeer
- Trutnov

2007
- 3e etappe en eindklassement Lidice
- 7e etappe Ronde van het Qinghaimeer

2009
- Tsjechisch kampioen op de weg, elite

## Ploegen
- 2002:  PSK-Remerx
- 2003:  PSK-Remerx
- 2004:  PSK Whirlpool
- 2005:  eD'System-ZVVZ
- 2006:  Naturino-Sapore di Mare
- 2007:  PSK Whirlpool Hradec Kralove
- 2008:  PSK Whirlpool-Author
- 2009:  PSK Whirlpool-Author
- 2010:  PSK Whirlpool-Author